# Parafia św. Marii Magdaleny w Czerwonce
Parafia pw. Świętej Marii Magdaleny w Czerwonce – rzymskokatolicka parafia należąca do dekanatu Różan diecezji łomżyńskiej, metropolii białostockiej. Parafię prowadzą księża diecezjalni.

## Historia
Parafia została erygowana 6 maja 1676 przez bp. Bonawenturę Madalińskiego. Bullą „Totus Poloniae Populus” papieża Jana Pawła II z 25 marca 1992 została włączona do diecezji łomżyńskiej, z diecezji płockiej.

## Miejsca kultu
Obecny kościół murowany MB Nieustającej Pomocy wzniesiono w latach 1901–1906. Świątynia została konsekrowana 23 kwietnia 1907 roku przez bp. Apolinarego Wnukowskiego.

## Zasięg parafii
W granicach parafii znajdują się miejscowości:

- Czerwonka,
- Cieciórki Szlacheckie,
- Cieciórki Włościańskie,
- Ciemniewo,
- Janopole,
- Dąbrówka,
- Lipniki,
- Mariampole,
- Perzanowo,
- Sewerynowo,
- Soje,
- Tłuszcz,
- Nowe Zacisze.